# Политехник (стадион, Кременчуг)
«Полите́хник» — спортивный комплекс в Кременчуге, который является частью политехнического спортивного комплекса и принадлежат Кременчугскому национальному университету. По состоянию на 2024 год регулярные игры на стадионе не проводятся.

## История
До 1999 года стадион назывался «Днепр», как и прежнее название ФК «Кремень».
До осени 2010 года был домашней ареной «Кремня», но после постройки нового стадиона «Кремень» перестал принимать домашние игры клуба.